# Panic (песня The Smiths)
«Panic» (с англ. — «Паника») — песня британской рок-группы The Smiths, их двенадцатый сингл. Написана Моррисси и Джонни Марром, спродюсирована Джоном Портером. Текст песни — первой записи группы с участием Крэйга Гэннона — отражает недовольство музыкантов положением современной им поп-музыки; содержащиеся в тексте иронические призывы «сжигать дискотеки» и «вешать диджеев» вызвали споры при её появлении в свет.
Песня была впервые выпущена лейблом Rough Trade Records в июле 1986 года и позднее вошла на сборники The World Won't Listen и Louder Than Bombs, чем продолжила «нестандартную традицию» группы выпускать внеальбомные треки на стороне «А». В британском хит-параде синглов песня заняла 11-ю позицию.

## Происхождение
Как сообщает Джонни Марр в интервью для New Musical Express, идея для песни появилась, когда он и Моррисси, слушая BBC Radio 1, узнали об аварии на Чернобыльской АЭС. Сразу после этого диджей Стив Райт поставил песню «I’m Your Man» дуэта Wham!, что вызвало недовольство музыкантов. Позднее Марр заявлял, что подробности его истории были преувеличены, хотя и повлияли на текст Моррисси. Как сообщает публицист Саймон Годдард в 2003 году, группа даже заказала футболку с портретом Райта и надписью «Вешай диджея!» ("Hang the DJ!").
«Анекдот вполне мог быть правдой» — пишет в 2013 году публицист Тони Флетчер, комментируя рассказ Марра; в то же время он находит некоторые моменты маловероятными. Как отмечает Флетчер, ко времени чернобыльской аварии «I’m Your Man» уже два месяца отсутствовала в британском хит-параде синглов, и Моррисси «едва нуждался в новой провокации», чтобы атаковать Райта и его послеполуденное шоу, которое, имея высокие рейтинги, «воспринимало всю популярную музыку как вторичную к его сумасбродному вечериночному формату». Более того, Флетчер указывает на то, что в самой песне радио никак не упоминается.

## Запись
Запись «Panic» прошла в Лондоне в мае 1986 года на студии Livingstone Studios; первый же дубль был записан 5 мая — спустя шесть месяцев после окончания записи альбома The Queen Is Dead. За прошедший период группа претерпела изменения в составе: басист Энди Рурк был отстранён от участия в связи с героиновой зависимостью; на его место был приглашён Крэйг Гэннон. Через некоторое время, однако, Рурк был возвращён в группу, и Марр предложил Гэннону позицию второго гитариста.
С составом из пяти участников The Smiths начали запись с продюсером Джоном Портером; для последнего это была первая работа с группой после двухлетнего перерыва. Портер добавил несколько слоёв гитарных партий, записанных Марром и Гэнноном; посчитав, что песня слишком короткая, Портер скопировал запись первого дубля и присоединил к концовке повторение первого куплета; неудовлетворённые получившимся результатом музыканты настояли на том, чтобы оставить песню согласно их задумке.

## Характеристика
В музыкальном плане песню характеризует «звенящая» партия гитары, которая, будучи построена на чередовании аккордов в соль и ми минор, подражает мелодии песни «Metal Guru» группы T.Rex; в этой связи Джон Люрсен называет песню The Smiths данью уважения T.Rex со стороны Марра. На этом фоне Моррисси поёт сначала о панике, охватившей города Великобритании и Ирландии, а вслед за этим — о её источнике, который Моррисси видит в современной ему поп-музыке, которая «ничего не говорит» о реальной жизни; в ответ на это Моррисси молит слушателей «сжигать дискотеки» и «повесить диджея». Последнюю фразу вместе с Моррисси повторяет школьный хор, приглашённый на запись Портером; как пишет Флетчер, это придавало «бунтарской природе» песни некоторую «подростковую» аутентичность, но в то же время служило отсылкой к глэм-рокерам 70-х (к которым, помимо вышеупомянутых T.Rex, относился и сам Портер через сотрудничество с группой Roxy Music), существенную часть аудитории которых составляли ученики начальных школ (какими были в то время Моррисси, Марр и Джойс). Журналист Ник Кент интерпретировал текст «Panic» как призыв к «рок-терроризму»; Люрсен же — как «комментарий относительно прохладного состояния поп-музыки в 1986 году», вслед за рассказом Марра указывая влияние, оказанное новостями о чернобыльской аварии при написании.

## Списки композиций
Слова и музыка всех песен — написаны Моррисси и Джонни Марром, кроме отмеченных.
| №  | Название          | Длительность |
| -- | ----------------- | ------------ |
| 1. | «Panic»           | 2:20         |
| 2. | «Vicar In A Tutu» | 2:21         |

| №  | Название                  | Длительность |
| -- | ------------------------- | ------------ |
| 1. | «Panic»                   | 2:19         |
| 2. | «Vicar In A Tutu»         | 2:21         |
| 3. | «The Draize Train» (Марр) | 5:08         |

## Участники записи
| The Smiths - Моррисси — вокал, дизайн конверта; - Джонни Марр и Крэйг Гэннон — гитары; - Энди Рурк — бас-гитара; - Майк Джойс — ударные; | Дополнительный персонал - Джон Портер — продюсер; - Кенни Джонс — звукоинженер; - Тим Янг — мастеринг; - Кэрин Гоф — вёрстка; | Студии - Livingstone Studios (Лондон) — запись; - CBS Studios (Лондон) — мастеринг. |

## Участие в чартах
| Чарт                            | Наивысшая позиция |
| ------------------------------- | ----------------- |
| Ирландия (IRMA)                 | 7                 |
| Великобритания (OCC UK Singles) | 11                |

## Цитаты
1. ↑  «[Идея] „Panic“ возникла в дни чернобыльской аварии. Моррисси и я слушали по радио репортаж о ней. История о жуткой катастрофе подходит к концу, и тут же начинает играть „I’m Your Man“. Точно помню, что сказал тогда: „И какого фига это вяжется с людскими жизнями? Мы тут слушали про Чернобыль, а теперь должны прыгать под Wham!?“»[2]Оригинальный текст (англ.)"‘Panic’ came about at the time of Chernobyl. Morrisey and myself were listening to a Newsbeat radio report about it. The story about this shocking disaster comes to an end and then, immediately, we’re off into Wham!’s ‘I’m your Man’. I remember actually saying ‘what the fuck has this got to do with peoples’ lives?’ We hear about Chernobyl, then, seconds later, we’re expected to be jumping around to ‘I’m Your Man’"